# Championnats du monde de marathon (canoë-kayak) 1996
Navigation
Championnats du monde de marathon 1994 Championnats du monde de marathon 1998
Les 5e championnats du monde de marathon en canoë-kayak de 1996 se sont tenus à Vaxholm en Suède, sous l'égide de la Fédération internationale de canoë.
La course a une distance de 40 kilomètres

## Podiums

### K1
| Rang               | Athlète    | Pays      | Temps              |
| ------------------ | ---------- | --------- | ------------------ |
| Médaille d'or      | Chad Meek  | Australie | 2 h 36 min 19 s 39 |
| Médaille d'argent  | Gary Mawer | Irlande   | 2 h 36 min 19 s 78 |
| Médaille de bronze | Rui Cancio | Portugal  | 2 h 36 min 20 s 08 |

| Rang               | Athlète            | Pays        | Temps              |
| ------------------ | ------------------ | ----------- | ------------------ |
| Médaille d'or      | Susanne Gunnarsson | Suède       | 2 h 51 min 50 s 47 |
| Médaille d'argent  | Anna Hemmings      | Royaume-Uni | 2 h 51 min 51 s 44 |
| Médaille de bronze | Nicole Bulk        | Pays-Bas    | 2 h 54 min 14 s 06 |

### K2
| Rang               | Athlète                             | Pays        | Temps              |
| ------------------ | ----------------------------------- | ----------- | ------------------ |
| Médaille d'or      | Ivan Lawler Stephen Harris          | Royaume-Uni | 2 h 29 min 02 s 93 |
| Médaille d'argent  | Magnus Skoldbeck Tim Krantz         | Suède       | 2 h 29 min 03 s 38 |
| Médaille de bronze | Jesus Villaverde Roberto Villaverde | Espagne     | 2 h 29 min 03 s 71 |

| Rang               | Athlète                          | Pays      | Temps              |
| ------------------ | -------------------------------- | --------- | ------------------ |
| Médaille d'or      | Susanne Rosenqvist Maria Haglund | Suède     | 2 h 40 min 04 s 61 |
| Médaille d'argent  | Anett Schuck Ramona Portwich     | Allemagne | 2 h 40 min 17 s 30 |
| Médaille de bronze | Andrea Biro Agnes Erdodi         | Hongrie   | 2 h 40 min 55 s 04 |

### C1
| Rang               | Athlète        | Pays     | Temps              |
| ------------------ | -------------- | -------- | ------------------ |
| Médaille d'or      | Arne Nielsson  | Danemark | 2 h 58 min 42 s 87 |
| Médaille d'argent  | Karsten Scales | Danemark | 3 h 00 min 55 s 87 |
| Médaille de bronze | Pál Pétervári  | Hongrie  | 3 h 01 min 23 s 05 |

### C2
| Rang               | Athlète                      | Pays        | Temps              |
| ------------------ | ---------------------------- | ----------- | ------------------ |
| Médaille d'or      | Stephen Train Andrew Train   | Royaume-Uni | 2 h 44 min 43 s 81 |
| Médaille d'argent  | Zsolt Bohacs Istvan Gyulai   | Hongrie     | 2 h 50 min 19 s 12 |
| Médaille de bronze | Pedro Areal Bienvenido Perez | Espagne     | 2 h 51 min 21 s 01 |

## Tableau des médailles
| Rang  | Nation      | Or | Argent | Bronze | Total |
| ----- | ----------- | -- | ------ | ------ | ----- |
| 1     | Royaume-Uni | 2  | 1      | 0      | 3     |
| -     | Suède       | 2  | 1      | 0      | 3     |
| 3     | Danemark    | 1  | 1      | 0      | 2     |
| 4     | Australie   | 1  | 0      | 0      | 1     |
| 5     | Hongrie     | 0  | 1      | 2      | 3     |
| 6     | Allemagne   | 0  | 1      | 0      | 1     |
| -     | Irlande     | 0  | 1      | 0      | 1     |
| 8     | Espagne     | 0  | 0      | 2      | 2     |
| 9     | Pays-Bas    | 0  | 0      | 1      | 1     |
| -     | Portugal    | 0  | 0      | 1      | 1     |
| Total | Total       | 6  | 6      | 6      | 18    |